# Romárico Arroyo
Romárico Daniel Arroyo Marroquín (* 13. Dezember 1942 in Tulancingo, Hidalgo) ist ein ehemaliger mexikanischer Regierungsbeamter, Wirtschaftsmanager und Politiker des Partido Revolucionario Institucional (PRI), der unter anderem zwischen 1998 und 2000 Minister für Landwirtschaft, Viehzucht und ländliche Entwicklung war.

## Leben
Romárico Arroyo Marroquín, Sohn des Piloten Daniel Arroyo Bengoa und dessen Ehefrau Maria de los Angeles Marroquín Perea, absolvierte nach dem Schulbesuch ein Studium der Fachrichtung Bauingenieurwesen an der Nationalen Autonomen Universität von Mexiko (UNAM) sowie ein postgraduales Studium an der Stanford University, welches er mit einem Master of Science (M.Sc.) abschloss.
arbeitete als Regierungsbeamter im damaligen Ministerium für Wasserwirtschaft SRH (Secretaría de Recursos Hidráulicos) und der Nationalen Wasserkommission CONAGUA (Comisión Nacional del Agua). Er war außerdem Generaldirektor mehrerer staatlicher Unternehmen wie 1977 Generaldirektor des Nationalen Fonds zur Förderung des Tourismus FONATUR (Fondo Nacional de Fomento al Turismo) sowie zwischen 1978 und 1982 Generaldirektor des Bergbauunternehmens Cia. Minera de Cananea, SA. Er fungierte zudem als Unterstaatssekretär für Grundstoffindustrie und Bergbau im Ministerium für Energie, Bergbau und halbstaatliche Industrie (SEPAFIN) und als Unterstaatssekretär für Landwirtschaft im Ministerium für Landwirtschaft, Viehzucht und ländliche Entwicklung (SAGAR).
Als Nachfolger von Francisco Labastida Ochoa übernahm er am 5. Januar 1998 in der Regierung von Präsident Ernesto Zedillo Ponce de León den Posten als Minister für Landwirtschaft, Viehzucht und ländliche Entwicklung (Secretario de Agricultura, Ganadería y Desarrollo Rural) und bekleidete diesen bis zum 30. November 2000. Er ist verheiratet mit Brunhilde Schoener Freytag.

## Hintergrundliteratur
- Roderic Ai Camp: Mexican Political Biographies, 1935–2009, University of Texas Press, Austin 2011, ISBN 978-0-292-72634-5, S. 49
- Manuel Quijano Torres: 200 AÑOS DE ADMINISTRACIÓN PÚBLICA EN MÉXICO. LOS GABINETES EN MÉXICO: 1821–2012, INAP 2012 (Memento vom 26. Januar 2022 im Internet Archive)